# Дзюрдзьоли
Дзюрдзьоли (пол. Dziurdzioły) — село в Польщі, у гміні Рава-Мазовецька Равського повіту Лодзинського воєводства.
Населення — 219 осіб (2011).
У 1975-1998 роках село належало до Скерневицького воєводства.

## Демографія
Демографічна структура станом на 31 березня 2011 року:
|          | Загалом | Допрацездатний вік | Працездатний вік | Постпрацездатний вік |
| -------- | ------- | ------------------ | ---------------- | -------------------- |
| Чоловіки | 96      | 20                 | 69               | 7                    |
| Жінки    | 123     | 34                 | 65               | 24                   |
| Разом    | 219     | 54                 | 134              | 31                   |